# Listă de oameni ale căror nume sunt utilizate în denumirile elementelor chimice
Mai jos este lista oamenilor ale căror nume sunt utilizate în numele elementelor chimice . Dintre cele 118 elemente chimice, 19 sunt legate de numele a 20 de persoane. 15 elemente au fost numite pentru a onora 16 oameni de știință. Alte patru elemente au legătură indirectă cu numele non-oamenilor de știință.  Numai gadoliniu și samariu apar în natură; restul sunt sintetice .

## Masa
Următoarele 19 elemente sunt conectate la numele persoanelor. Seaborg și Oganessian au fost singurii doi care au fost în viață la momentul onorării cu elemente numite după ele, iar Oganessian este singurul încă în viață. Cei patru non-oameni de știință din acest tabel sunt conectați cu elemente care nu au fost numite pentru a onora individul în mod direct, ci mai degrabă au fost numite pentru un loc sau lucru care la rândul său fusese numit pentru acești oameni. Samarium a fost numit după samarskitul mineral din care a fost izolat. Americium, berkelium și livermorium au fost numiți după locurile care au fost numite pentru ei. Orașele Berkeley, California și Livermore, California sunt locațiile Laboratorului de radiații al Universității din California și, respectiv, al Laboratorului Național Lawrence Livermore .
| Element | Element      | Element | Element    | Persoane                                                                            | Persoane                     | Persoane                    | Persoane                | Persoane              |
| Z       | Nume         | Simbol  | Descoperit | Omonim imediat                                                                      | Nume                         | Specialtate                 | Naștere - Deces         | Naționalitate         |
| ------- | ------------ | ------- | ---------- | ----------------------------------------------------------------------------------- | ---------------------------- | --------------------------- | ----------------------- | --------------------- |
| 62      | Samariu      | Sm      | 1879       | Mineralul samarskit                                                                 | Vasili Samarsky-Bykhovets    | inginer minier              | 1803–1870               | Rus                   |
| 64      | Gadoliniu    | Gd      | 1886       | Mineralul gadolinit                                                                 | Johan Gadolin                | om de știință               | 1760–1852               | finlandez             |
| 95      | Americiu     | Am      | 1944       | Continentul America                                                                 | Amerigo Vespucci             | explorator                  | 1454–1512               | italian               |
| 96      | Curiu        | Cm      | 1944       |                                                                                     | - Marie Curie - Pierre Curie | om de știință om de știință | - 1867–1934 - 1859–1906 | polono-francez fancez |
| 97      | Berkeliu     | Bk      | 1949       | Orașul Berkeley, California                                                         | George Berkeley              | filozof                     | 1685–1753               | irlamdez              |
| 99      | Einsteiniu   | Es      | 1952       |                                                                                     | Albert Einstein              | om de știință               | 1879–1955               | germano–elvețian      |
| 100     | Fermiu       | Fm      | 1952       |                                                                                     | Enrico Fermi                 | om de știință               | 1901–1954               | italiano–american     |
| 101     | Mendeleviu   | Md      | 1955       |                                                                                     | Dmitri Mendeleev             | om de știință               | 1834–1907               | rus                   |
| 102     | Nobeliu      | No      | 1958       |                                                                                     | Alfred Nobel                 | om de știință               | 1833–1896               | suedez                |
| 103     | Lawrenciu    | Lr      | 1961       |                                                                                     | Ernest Lawrence              | om de știință               | 1901–1958               | american              |
| 104     | Rutherfordiu | Rf      | 1964       |                                                                                     | Ernest Rutherford            | om de știință               | 1871–1937               | neozealandez–britanic |
| 106     | Seaborgiu    | Sg      | 1974       |                                                                                     | Glenn T. Seaborg             | om de știință               | 1912–1999               | american              |
| 107     | Bohriu       | Bh      | 1981       |                                                                                     | Niels Bohr                   | om de știință               | 1885–1962               | danez                 |
| 109     | Meitneriu    | Mt      | 1982       |                                                                                     | Lise Meitner                 | om de știință               | 1878–1968               | austro–suedez         |
| 111     | Roentgeniu   | Rg      | 1994       |                                                                                     | Wilhelm Röntgen              | om de știință               | 1845–1923               | german                |
| 112     | Coperniciu   | Cn      | 1996       |                                                                                     | Nicolaus Copernicus          | om de știință               | 1473–1543               | polono–german         |
| 114     | Fleroviu     | Fl      | 1998       | Laboratorul de reacții nucleare Flerov de la Institutul Comun de Cercetare Nucleară | Georgy Flyorov               | om de știință               | 1913–1990               | rus                   |
| 116     | Livermoriu   | Lv      | 2000       | orașul Livermore, California și Lawrence Livermore Lab                              | Robert Livermore             | proprietar de teren         | 1799–1858               | englezo–mexican       |
| 118     | Oganesson    | Og      | 2002       |                                                                                     | Iuri Țolacovici Oganesian    | om de știință               | 1933–                   | rus                   |

## Alte conexiuni
Au fost propuse alte nume de elemente, dar nu au reușit să obțină recunoașterea oficială internațională. Acestea includ columbiu (Cb), hahniu (Ha), joliotiu (Jl) și kurchatoviu (Ku), nume legate de Cristofor Columb, Otto Hahn, Irène Joliot-Curie și Igor Kurchatov ; și, de asemenea, cassiopeiu (Cp), un nume care provine din constelația Cassiopeia și, prin urmare, este conectat indirect la Cassiopeia mitologică. (A se vedea articolul despre controversele de numire a elementelor . )
De asemenea, entitățile mitologice au avut un impact semnificativ asupra numirii elementelor. Heliu, titan, seleniu, paladiu, prometiu, ceriu, europiu, mercur, toriu, uraniu, neptuniu și plutoniu sunt toate denumiri legate de zeități mitologice. Cu aceste cinci, această conexiune este indirectă:
- heliu: denumit după Soare unde a fost descoperit, fiind asociat cu zeitatea Helios ,
- iridiu: denumit după zeița greacă Iris,
- telluriu: numit după zeița romană a pământului, Tellus Mater ,
- niobiu: numit pentru Niobe, un personaj al mitologiei grecești,
- vanadiu: numit după Vanadis, un alt nume pentru zeița nordică Freyja ,
- seleniu: numit după Luna fiind asociat cu zeitatea Selene ,
- paladiu: numit după asteroidul Pallas, recent descoperit atunci, care fusese numit pentru zeitatea Pallas Athena ,
- ceriu: numit după asteroidul Ceres recent descoperit, care fusese numit pentru zeitatea Ceres ,
- europiu: numit pentru continentul care fusese numit după zeitatea Europa .

Titanul este unic prin faptul că se referă la un grup de zeități, mai degrabă decât la un anumit individ. Deci Helios, Selene, Pallas și Prometeu au de fapt două elemente numite în cinstea lor.
Și pentru elementele cărora li se atribuie un nume legat de un grup, există și xenon, numit pentru cuvântul grecesc ξένον (xenon), formă neutră singulară de ξένος (xenos), care înseamnă „străin (er)”, „ciudat (r)”, sau „musafir”.   Descoperitorul său William Ramsay a intenționat ca acest nume să fie o indicație a calităților acestui element în analogie cu grupul generic de oameni.
Gallium a fost descoperit de omul de știință francez Paul-Émile Lecoq de Boisbaudran, care l-a numit în onoarea Franței („Gallia” în latină); Ulterior s-au făcut acuzații că ar fi numit-o și pentru el însuși, deoarece „gallus” este latină pentru „ le coq ”, dar a negat că aceasta ar fi fost intenția sa. 

## Vezi si
- Lista oamenilor de știință ale căror nume sunt utilizate ca unități SI
- Lista oamenilor de știință ale căror nume sunt utilizate ca unități non-SI
- Lista oamenilor de știință ale căror nume sunt utilizate în constante fizice
- Lista locurilor utilizate în numele elementelor chimice
- Lista etimologicăa denumirii elementelor chimice
- Denumirea elementelor
- Lista elementelor chimice după nume